# لاري دارنيل
لاري دارنيل (بالإنجليزية: Larry Darnell)‏ هو موسيقي أمريكي، ولد في 21 ديسمبر 1928 في كولومبوس في الولايات المتحدة، وتوفي بنفس المكان في 3 يوليو 1983 بسبب سرطان الرئة.

## وصلات خارجية
- لاري دارنيل على موقع IMDb (الإنجليزية)
- لاري دارنيل على موقع ميوزك برينز (الإنجليزية)
- لاري دارنيل على موقع ديسكوغز (الإنجليزية)